# Al-Mussanah Club
Der al-Mussanah Club (arabisch نادي المصنعة الرياضي, DMG Nādī l-Maṣnaʿa ar-riyāḍī) ist ein omanischer Sportklub mit Sitz in der Stadt Sib innerhalb des Maskat Gouvernements.

## Geschichte
Der Klub wurde am 15. Januar 1972 gegründet sowie am 26. Juni 2002 erstmals offiziell registriert. Seine Ursprünge hatte er bereits in den 1960er Jahren, als aus Kuwait nach al-Batina Kommende den al-Fath Club gründeten. Dieser wurde später mit den Klubs al-Salam, al-Raed, al-Muladdah und al-Nour in den heutigen Klub zusammengefasst. Erstmals taucht die Fußball-Mannschaft des Klubs in den bekannten Aufzeichnungen in der Saison 1987/88 in der ersten Spielklasse auf, wo man die Saison mit neun Punkten auf dem vorletzten Platz abschloss. Bedingt durch die geringe Punktzahl und die Platzierung stieg der Klub danach aber wahrscheinlich ab, da er in der nächsten Spielzeit nicht mehr in der Tabelle auftauchte.
In der Spielzeit 2005/06 spielte die Mannschaft in der zweiten Liga. Als Zweitplatzierter stieg das Team zur Saison 2011/12 in die Professional League auf. Mit 22 Punkten reichte es am Saisonende nur für den vorletzten Platz, womit die Mannschaft sofort wieder absteigen hätte müssen. Durch eine Vergrößerung der Liga, durfte die Mannschaft auch in der Folgesaison an der Liga teilnehmen. In der Folgesaison wurde man mit 31 Punkten Neunter. Nach ein paar Jahren mit Platzierungen im Mittelfeld positionierte sich der Klub mit 29 Punkten in der Runde 2015/16 auf dem zwölften Platz, womit man an der Relegation um den Abstieg teilnehmen musste. Dort traf das Team auf den Jaalan Club, gegen welchen man nach einem 1:1 zuhause auswärts eine 1:2-Niederlage kassierte und abstieg.
Zurück in der zweiten Liga qualifizierte man sich in seiner Gruppe B mit 16 Punkten für die Aufstiegsrunde. Dort mit sieben Punkten und dem letzten Platz scheiterte die Mannschaft. In der Spielzeit 2017/18 landete man mit neun Punkten nur auf dem vorletzten Platz in seiner Gruppe A, was wieder einmal die Teilnahme an der Relegation um den Abstieg nötig machte. Gegen Nizwa stieg man nach einer 2:3-Niederlage zuhause und einem 2:1-Sieg in die dritte Liga ab. Hier gelingt es in der Folgesaison aber mit 23 Punkten sofort als Erster wieder zurück in die Zweitklassigkeit. Hier gelang in der Saison 2019/20 dann mit zwölf Punkten die Qualifikation für die Aufstiegsrunde, wo man sich mit 16 Punkten auf Platz zwei, ein Spiel um den dritten Aufstiegsplatz sicherte und sich hier mit 1:0 gegen al-Shabab durchsetzte.
Zurück in der ersten Liga stand die Mannschaft nach zehn gespielten Partien 2020/21 mit 20 Punkten auf dem dritten Platz, bevor die Saison aufgrund der COVID-19-Pandemie abgebrochen wurde. Somit spielt der Klub in der Saison 2021/22 weiterhin in der ersten Liga des Landes.

## Stadion
Seine Heimspiele trägt der Verein im al-Seeb-Stadion in Sib aus, welches 8000 Zuschauern Platz bietet.